# SN 2009cx
SN 2009cx – supernowa typu Ia odkryta 28 marca 2009 roku w galaktyce A122439+0855. W momencie odkrycia miała maksymalną jasność 20,50m.